# Lou Bertot-Marissal
Lou Bertot-Marissal (Parijs, 19 juni 1915 - Brussel, 2003) werd geboren als Marie-Louise Marissal en was een grafisch kunstenaar, grafisch ontwerper, interieurarchitect en architect.

## Leven
Bertot-Marissal studeerde publiciteitsontwerp aan het Hoger Instituut voor Sierkunsten in Brussel. Hier kreeg ze les van onder meer Joris Minne. In 1936 studeerde ze met grote onderscheiding af, samen met Andreas Delbare, Freddy Conrad, André Brocorens en Marcel Morre.
Tijdens haar loopbaan ontwierp ze affiches, maar maakte voornamelijk naam in de standenbouw en decoratie. Zo ontwierp ze op de Wereldtentoonstelling van 1939 in New York drie stands voor het Belgische paviljoen. Ook was ze vertegenwoordigd op de spraakmakende drieledige expositie Liège-Milano-Paris in 1947, samen met o.a. Brocorens, Wellekens en Schell. Op de Brusselse Expo 1958 realiseerde ze maar liefst acht paviljoenen. Een van die paviljoenen, het 'Elektrisch Huis', creëerde ze in samenwerking met architect Jaques Dupuis. Het ontwerp leverde haar een gouden medaille op.
Van 1942 tot 1980 doceerde Bertot-Marissal aan het Hoger Instituut voor Sierkunsten de cursus grafische vormgeving.

## Werk
Al tijdens haar studies aan het Hoger Instituut voor Sierkunsten ontwierp Bertot gestileerde en doeltreffende affiches.
Het eerste succesvolle affiche die Bertot tijdens haar studie maakte was die voor de tentoonstelling Keuken en Kelder van 1936, die plaatsvond in het kader van de Antwerpse Propagandaweken. Nadat verschillende professionele ontwerpen waren afgewezen, werd Joris Minne gevraagd zijn studenten aan het werk te zetten. Het ontwerp van Bertot werd uitgekozen en beloond met 500 fr.
Kort daarna werd opnieuw haar ontwerp gekozen als publiciteitsbeeld, dit maal voor een Antwerpse tentoonstelling ter promotie van diamanten. Onder leiding van docent Joris Minne bezochten Bertot en haar klasgenoten een Antwerpse diamanterie om inspiratie op te doen. De jonge Bertot werd opnieuw beloond met 500 fr en haar ontwerp werd verspreid in een oplage van meer dan tweeduizend exemplaren.